# گورنهاوزن
گورنهاوزن (به آلمانی: Gornhausen) یک شهر در آلمان است که در برنکاستل-ویتلیش واقع شده‌است. گورنهاوزن ۲۳۰ نفر جمعیت دارد.